# For My Broken Heart
For My Broken Heart è un album in studio della cantante statunitense Reba McEntire, pubblicato nel 1991.
Il disco fu pubblicato in seguito all'incidente aereo in cui persero la vita molti membri dell'entourage della McEntire. La cantante scrisse nel libretto dell'album che le canzoni costituivano "una forma di terapia per tutti i nostri cuori spezzati".
Il disco scalò la Billboard 200 fino alla posizione numero 13, la più alta per la McEntire fino a quel momento. Si tratta inoltre di uno dei suoi album più venduti, con 4 milioni di copie all'attivo negli Stati Uniti.

## Tracce
1. For My Broken Heart – 4:18 (Liz Hengber, Keith Palmer)
2. Is There Life Out There – 3:52 (Susan Longacre, Rick Giles)
3. Bobby – 4:37 (Reba McEntire, Don Schlitz)
4. He's in Dallas – 3:05 (Donny Kees, Richard Ross, Johnny MacRae)
5. All Dressed Up (with Nowhere to Go) – 3:13 (Lisa Palas, Biff Fink, Ira Rogers)
6. The Night the Lights Went Out in Georgia – 4:17 (Bobby Russell)
7. Buying Her Roses – 2:52 (Joe Doyle, Rick Peoples)
8. The Greatest Man I Never Knew – 3:14 (Richard Leigh, Layng Martine Jr.)
9. I Wouldn't Go That Far – 3:26 (Dana McVicker, Bruce Burch, Vip Vipperman)
10. If I Had Only Known – 4:00 (Jana Stanfield, Craig Morris)